# Andrzej Michał Boreyko Chodźko
Andrzej Michał Boreyko Chratowicz Chodźko herbu Kościesza – podstarości oszmiański w latach 1740-1749, sędzia grodzki oszmiański od 1729 roku, oboźny oszmiański w latach 1714-1752.
Poseł na sejm 1746 roku z powiatu oszmiańskiego.